# Kennington (métro de Londres)
Pour les articles homonymes, voir Kennington (homonymie).
Kennington (en anglais : Kennington tube station, ou Kennington Underground Station) est une station, de bifurcation entre les branches Charing Cross, Bank et Morden, de la ligne Northern du métro de Londres, en zone 2 Travelcard. Elle est située sur la Kennington Park Road (en), à Kennington, sur la limite entre le borough londonien de Southwark et le borough londonien de Lambeth, sur le territoire du Grand Londres. Son entrée se trouve dans le borough de Southwark. Son bâtiment est classé Grade II listed building.

## Situation sur le réseau

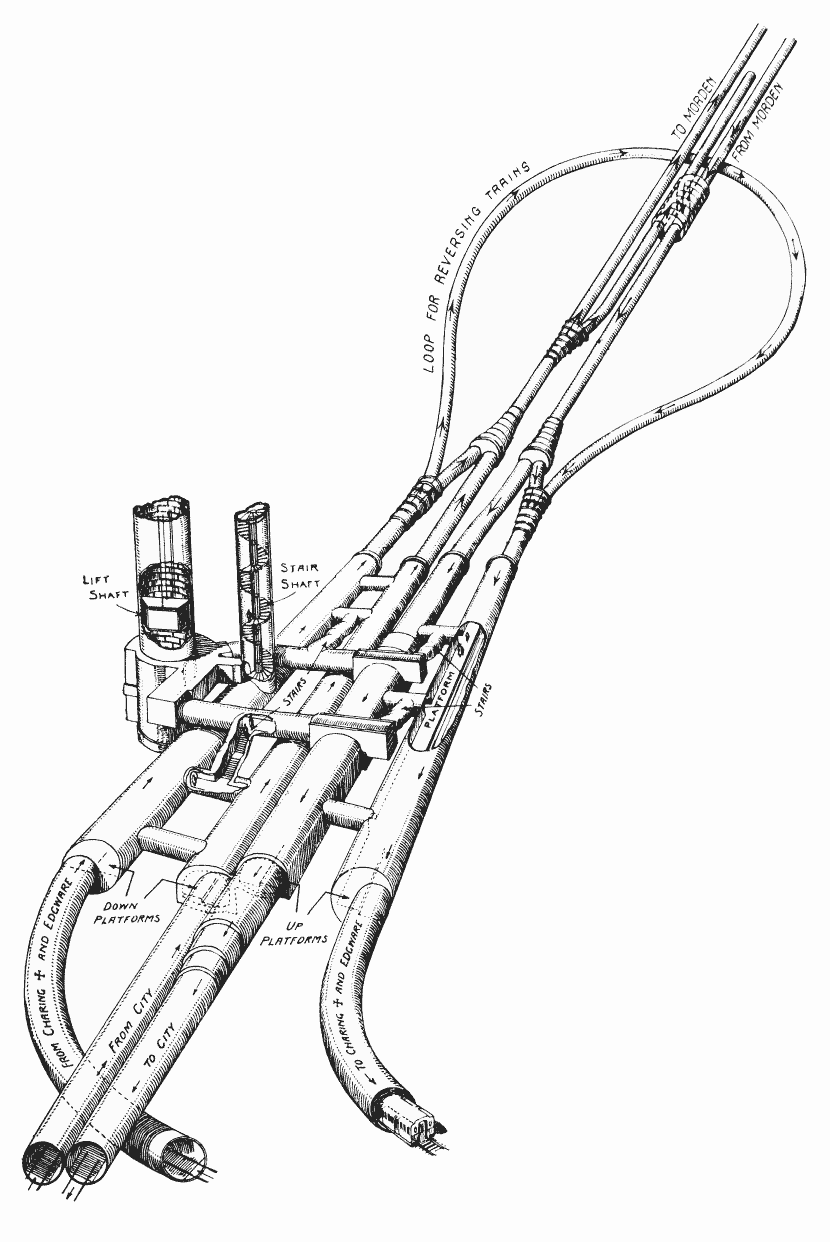
Plan de la station

La station de correspondance de Kennington est établie sur le point de bifurcation entre trois branches : Charing Cross, Bank et Morden de la Northern line, entre les stations : Waterloo, Elephant & Castle et Oval. Elle est en zone Travelcard 2.

## Histoire
La station a ouvert le 18 décembre 1890. Elle est alors une station de la City & South London Railway (C&SLR), la première ligne à grande profondeur, qui deviendra plus tard la Northern line.

## Services aux voyageurs

### Accès et accueil
La station est située au 83 Kennington Park Road. Le week-end la station est ouverte 24/24. La station n'a pas d'escalators, mais dispose d'ascenseurs. Les quais sont aussi accessibles par un escalier de 79 marches.

### Desserte

Installations et desserte
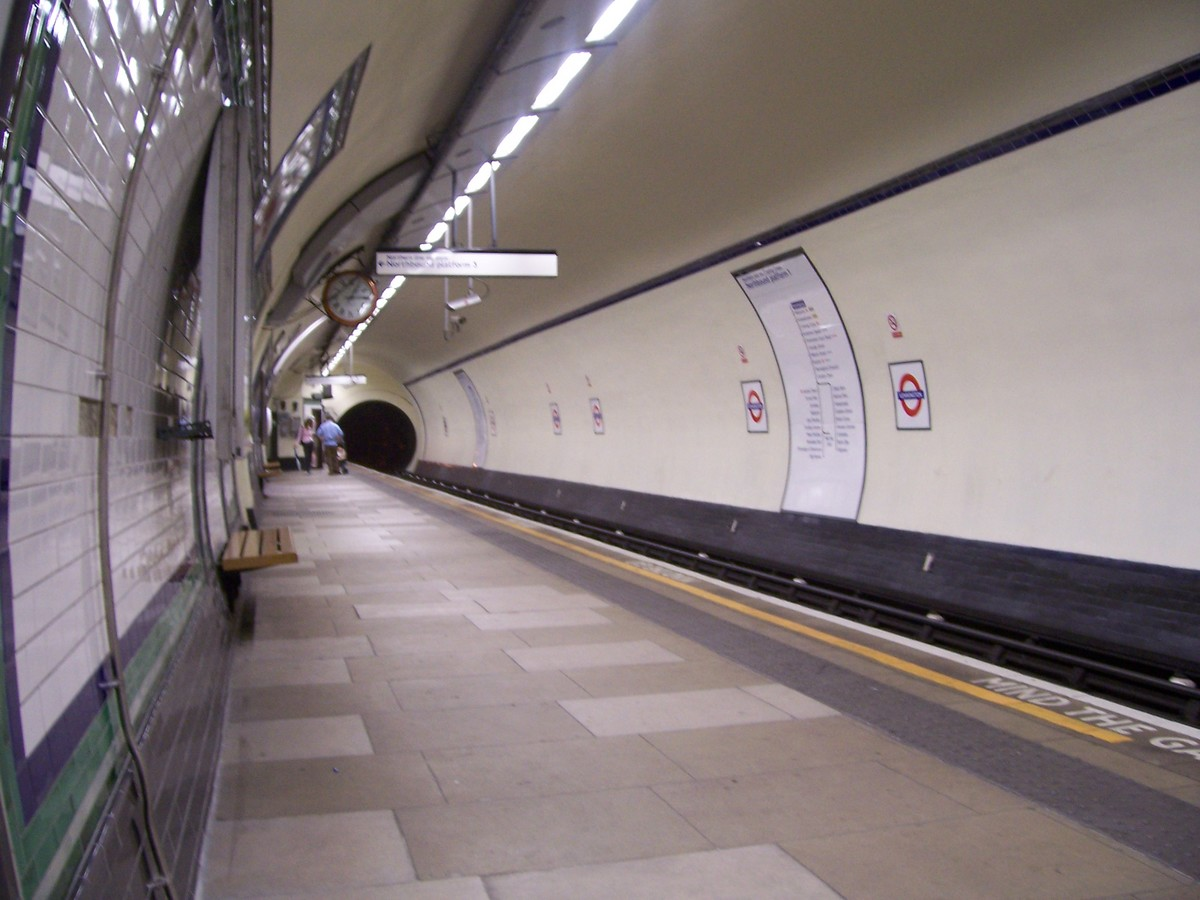
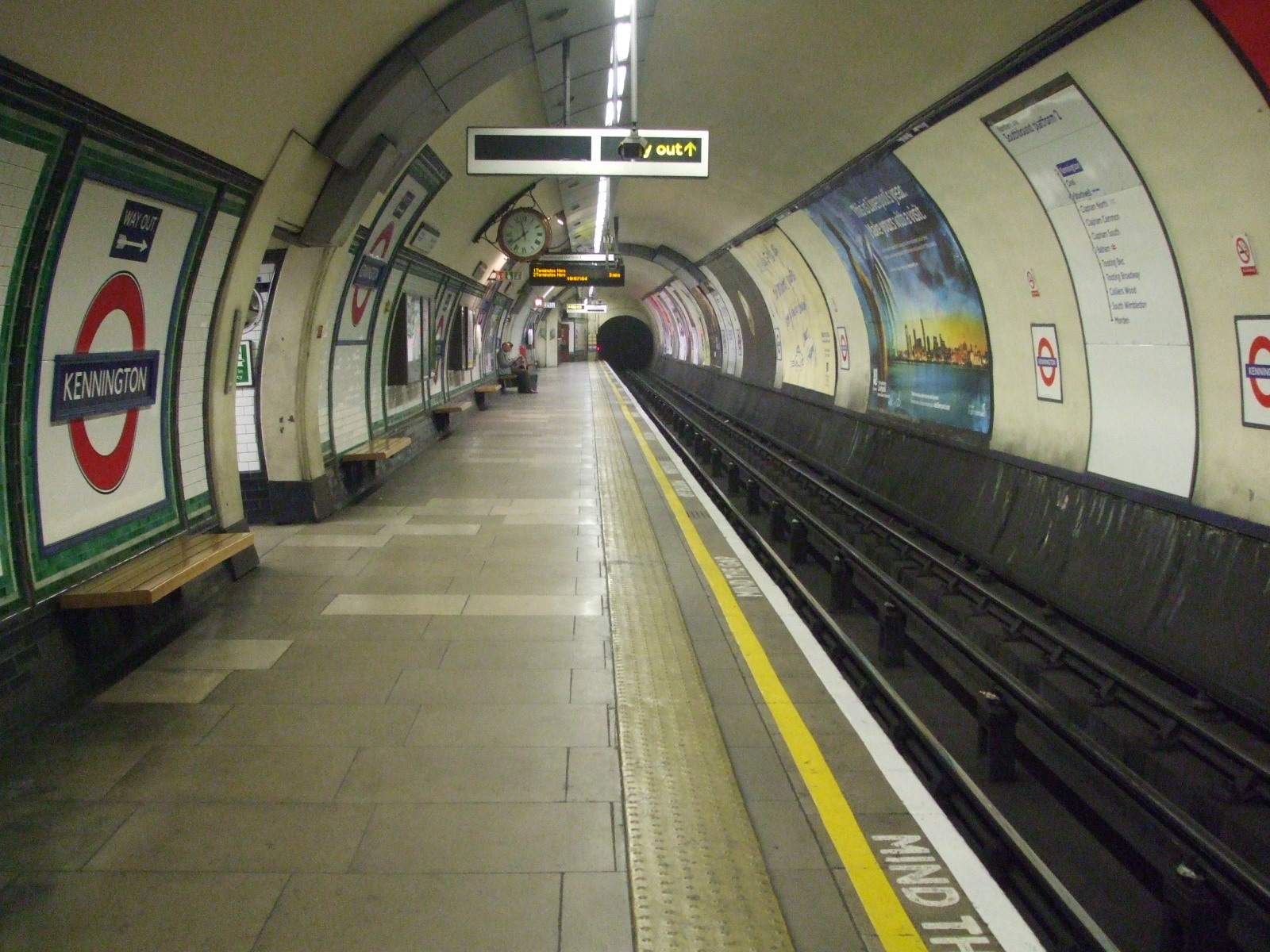
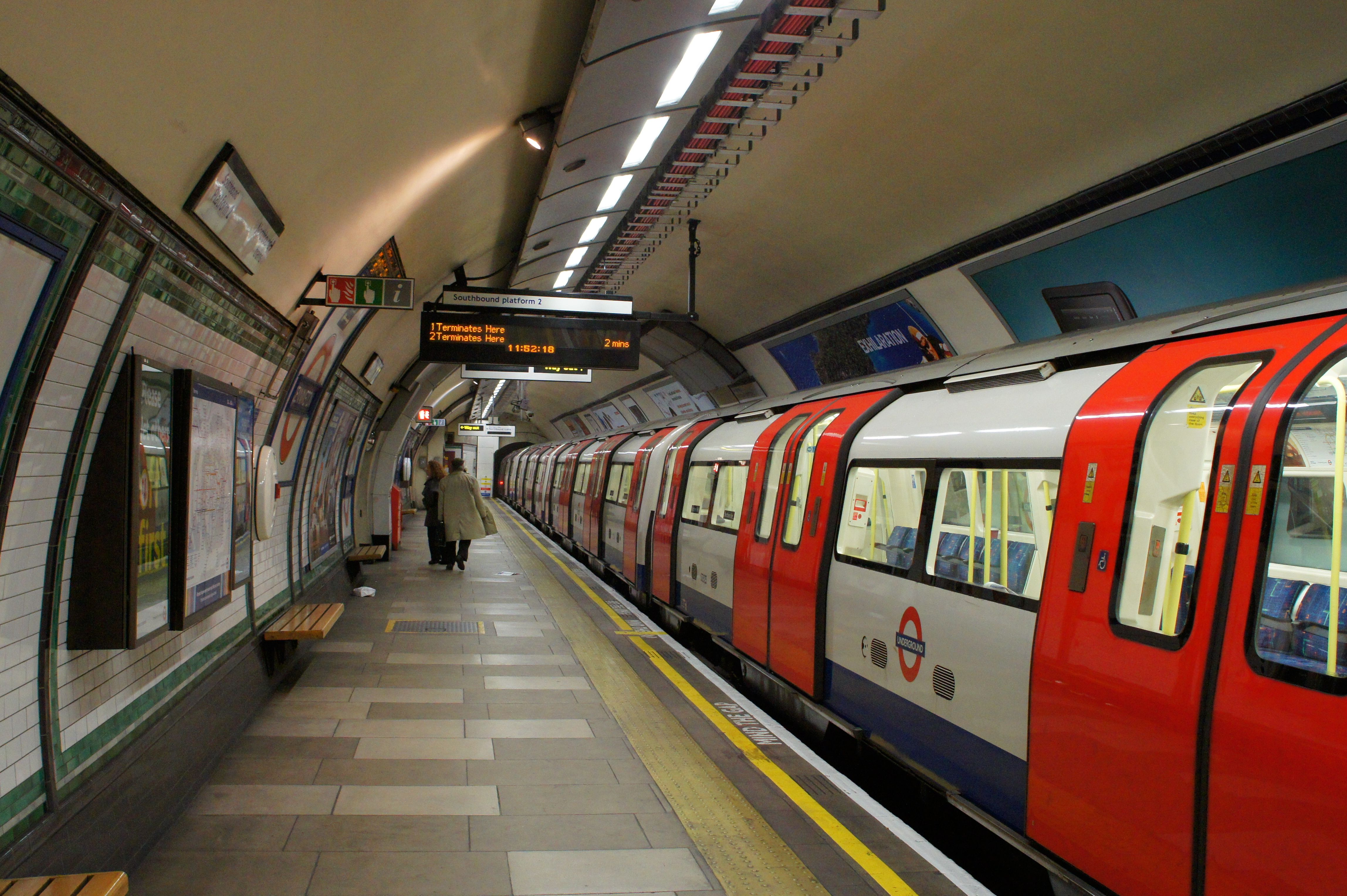

### Intermodalité
La station est desservie par les lignes de bus : 133 (Liverpool Street bus station - Streatham station), 155 (Elephant & Castle - Tooting St George's Hospital), 333 (Elephant & Castle - Tooting Broadway), 415 (Old Kent road - Tulse Hill station), N133 (Morden - Liverpoll Street station) service de nuit, N155 (Morden - Aldwych) service de nuit.
À la sortie de la station, sur Kennington Park Road il y a une station de location de vélos en libre service Santander Cycles.

## À proximité
- Kennington
- Kennington Park Road (en)